# Жепка, Мишель
Мишель Жепка (англ. Michelle Rzepka, 4 августа 1983, Дирборн, Мичиган) — американская бобслеистка с польскими корнями, разгоняющая, выступавшая за сборную США с 2007 года по 2010-й. Участница зимних Олимпийских игр в Ванкувере, неоднократная победительница национального первенства и различных этапов Кубка мира.

## Биография
Мишель Жепка родилась 4 августа 1983 года в городе Дирборн, штат Мичиган. С юных лет увлеклась спортом, в школе занималась лёгкой атлетикой, позже, поступив в Мичиганский государственный университет, выступала за студенческую команду, в частности, специализировалась на прыжках в высоту. Тем не менее, каких бы то ни было выдающихся результатов в этой дисциплине не добилась, поэтому в 2006 году после Олимпийских игр решила попробовать себя в бобслее, прошла отбор в национальную команду и присоединилась к женской сборной США в качестве разгоняющей. На дебютном для себя чемпионате мира в Альтенберге заняла тринадцатое место, тогда как в следующем сезоне была уже шестой. В феврале 2009 года завоевала бронзовую медаль на этапе Кубка мира в канадском Уистлере, где, кроме того, вместе с рулевой Эрин Пак установила рекорд разгона на трассе. Всего в восьми кубковых состязаниях семь раз попадала в десятку лучших бобслеисток. В сезоне 2009/10 дважды побеждала на Кубке мира и два раза финишировала третьей.
Этого оказалось достаточно, чтобы удостоиться права защищать честь страны на Олимпийских играх в Ванкувере, — сборная США благодаря хорошим результатам наравне с Германией получила возможность делегировать на соревнования сразу три женские команды, в связи с чем у Жепки и её пилота Шоны Робок появился шанс. В итоге американки выступили сравнительно неплохо, заняв в зачёте женских двухместных экипажей шестое место.
После Олимпиады конкуренция в сборной сильно возросла, поэтому вскоре Мишель Жепка приняла решение завершить карьеру профессиональной спортсменки, уступив место молодым американским разгоняющим. Будучи специалистом в области кинезиологии и обладая дипломом магистра по физиологии спорта, работала помощником тренера легкоатлетической команды Макнисского государственного университета, где отвечала за физическую подготовку атлетов. Ныне с семьёй проживает в городке Нови, штат Мичиган.